# 2021年のイギリス
2021年のイギリス （2021ねんのイギリス）では、2021年のイギリスに関する出来事について記述する。

## 国王等
- 国王
  - ウィンザー朝第4代: エリザベス2世 （1952年2月6日 - 2022年9月8日）
- 首相
  - 第77代: ボリス・ジョンソン （保守党、2019年7月24日 - 2022年9月6日）

## できごと

### 通年
- イギリスにおける2019年コロナウイルス感染症の流行状況

### 1月
- 1月1日 - 離脱協定によりイギリスにEU法かが適用される移行期間が2020年12月31日午後11時（GMT)(※EU本部のあるブリュッセルの中央ヨーロッパ時間では2021年1月1日午前0時）に終了。(詳細はイギリスの欧州連合離脱を参照。)
- 1月7日 - ボリス・ジョンソン首相が、日本の中外製薬などが開発した関節リウマチの治療薬「トシリズマブ」と「サリルマブ」が新型コロナウイルス感染症（COVID-19）の重症患者の治療に有効と発言。「まもなく皆さんに投与されます」とした[1]。
- 1月8日 - イギリス政府は新型コロナウイルス感染症で1,325人が死亡し、1日当たりの新規感染者数は6万8,053人（過去最多）だったと発表した。ロンドン市長のサディク・カーンは首都での感染拡大が「制御不能」で、深刻な事態だと宣言した[2]。
- 1月9日 - エリザベス女王と、夫のフィリップが新型コロナウイルスのワクチン接種を受ける[3]。

### 3月
- 3月3日 - ロンドン郊外で女性が警察官に殺害される事件が発生[4]。
- 3月7日 - アメリカ・CBSのテレビ番組でヘンリー王子とメーガンがオプラ・ウィンフリーによるインタビューを受け、メーガンがイギリス王室内で第1子妊娠時に白人ではない肌の色を心配されたことを明かし、その後王室による人種差別疑惑が広がった[5]。

### 5月
- 5月6日 - 2021年イギリス地方選挙の投開票で2021年のロンドン市長選挙（英語版）と2021年のロンドン市議会議員選挙（英語版）などの多数の選挙が実施された。
- 5月11日 - プレミアリーグ2020-2021の第36節でマンチェスター・シティFCが2年ぶり7度目の優勝が決定[6]。
- 5月29日 - UEFAチャンピオンズリーグ 2020-21 決勝がポルトガルで開催され、チェルシーFCがマンチェスター・シティFCを1-0で破り、9年ぶり2度目の優勝[7]。

### 6月
- 6月11日～13日 - コーンウォール・カービス湾でG7・第47回先進国首脳会議を開催[8]。

### 7月
- 7月11日 - UEFA EURO 2020決勝がウェンブリー・スタジアムで開催され、イングランド代表がイタリア代表にPK戦の末に敗れた。PKを外したキッカー3選手に対して、SNSで非常に多くの人種差別的投稿が相次ぎ、後に11人が逮捕された[9]。

### 8月
- 8月5日 - マンチェスター・シティFCがアストン・ヴィラFCのジャック・グリーリッシュを1億ポンドの移籍金で獲得した。移籍金は2016年にマンチェスター・ユナイテッドがポール・ポグバを獲得した8900万ポンドを超えてイングランド史上最高額の金額となった[10]。
- 8月12日 - プリマスで銃乱射事件が発生し、5人が死亡、2人が負傷、容疑者は自殺[11]。

## 誕生
- 6月4日 - リリベット・マウントバッテン＝ウィンザー：サセックス公ヘンリー王子と同夫人メーガンの第2子（誕生時点での王位継承順位は第8位）

## 死去
- 4月9日 - フィリップ殿下（* 1921年）